# Veneta
Veneta est une ville américaine située dans l'État de l'Oregon et dans le comté de Lane.

## Démographie
Au recensement de 2010, sa population était de 4 561 habitants dont 1 730 ménages et 1 241 familles résidentes. La densité de population était de 274,9 hab/km2
La répartition ethnique était de 91,8 % d'Euro-Américains et 8,2 % d'autres races.
En 2000, le revenu moyen par habitant était de 16 239 dollars avec 9,7 % vivant sous le seuil de pauvreté.

## Source
- (en) Cet article est partiellement ou en totalité issu de l’article de Wikipédia en anglais intitulé « Veneta, Oregon » (voir la liste des auteurs).